# Eberhard von Sayn
Eberhard von Sayn, także  Eberhardus de Seyne, Everart de Saine (urodz. ?, zm. po 1257) – wielki komtur zakonu krzyżackiego, mistrz krajowy Niemiec w latach 1251–1254.

## Życiorys
Eberhard von Sayn wywodził się z rodziny hrabiowskiej, której gniazdem rodowym był położony w Nadrenii-Palatynacie, na północ od Koblencji, zamek Sayn. Zakłada się, że Eberhard mógł być wnukiem hrabiego Eberharda II von Sayn, założyciela bocznej linii rodu.
Nie wiadomo kiedy Eberhard wstąpił w szeregi zakonu krzyżackiego. Pierwszy raz na kartach historii pojawia się w roku 1249, już jako wielki komtur. W tym czasie przebywał w Ziemi Świętej, zastępując nieobecnego w Palestynie wielkiego mistrza Henryka von Hohenlohe. W roku 1251 objął urząd mistrza krajowego Niemiec. Jeszcze jesienią tego samym roku, z poruczenia nowego wielkiego mistrza Güntera von Wüllersleben, wyruszył do Prus i Inflant. Misja ta miał na celu wizytacje nadbałtyckich prowincji. Przyjmuje się, że Eberhard von Sayn na czas pobytu w obu prowincjach sprawował faktyczną władzę: w Prusach w miejsce nieobecnego mistrza krajowego Dytryka von Grüningen oraz w Inflantach mimo obecności mistrza inflanckiego Andrzeja von Steyer. 
Pierwsza prowincją, do której zawitał, były Prusy, gdzie 1 października 1251 odnowił zniszczony akt lokacyjny Torunia i Chełmna. Zapoznawszy się z trudnościami w funkcjonowaniu państwa zakonnego w Prusach, Eberhard nie zdecydował się rozwiązać ich osobiście, tylko zwrócił się o pomoc do przebywającego w Akce wielkiego mistrza. Posłaniec, w osobie brata Ottona, z Ziemi Świętej powrócił ze zbiorem statutów regulujących funkcjonowanie nowej prowincji oraz jej powiązań z najwyższymi władzami zakonnymi, które swą siedzibę miały w Wenecji. Eberhard von Sayn otrzymane statuty ogłosił, najprawdopodobniej na początku 1252 roku. Kolejnym etapem misji Eberharda były Inflanty, gdzie przebywał od lata 1252 do wiosny 1254 roku. W tym czasie doprowadził do uporządkowania stosunków między zakonem krzyżackim a miejscowymi biskupami: ryskim, ozylskim dorpackim oraz kurlandzkim. Przyczynił się też do powstania kłajpedzkiego zamku, a także stanął na czele, co najmniej jednej, zbrojnej wyprawy przeciwko Żmudzinom. 
Po sukcesie, jakim było niewątpliwie uporządkowanie spraw wewnętrznych obu prowincji zakonnych, Eberhard von Sayn zrzekł się stanowiska mistrza krajowego Niemiec i powrócił najprawdopodobniej do Ziemi Świętej. Przyjmuje się też, że po powrocie do Palestyny ponownie objął stanowisko wielkiego komtura i piastował je co najmniej do września 1257 roku.